# Lochristi
Lochristi este o comună neerlandofonă situată în provincia Flandra de Est, regiunea Flandra din Belgia. La 1 ianuarie 2008 avea o populație totală de 20.734 locuitori. 

## Geografie
Comuna actuală Lochristi a fost formată în urma unei reorganizări teritoriale în anul 1977, prin înglobarea într-o singură entitate a 4 comune învecinate. Suprafața totală a comunei este de 60,34 km². Comuna este subdivizată în secțiuni, ce corespund aproximativ cu fostele comune de dinainte de 1977. Acestea sunt:
| - I. Lochristi - V. Hijfte - II. Beervelde - III. Zaffelare - IV. Zeveneken |

Localitățile limitrofe sunt:
- a. Eksaarde (Lokeren)
- b. Lokeren
- c. Kalken (Laarne)
- d. Laarne
- e. Heusden (Destelbergen)
- f. Destelbergen
- g. Oostakker (Gent)
- h. Desteldonk (Gent)
- i. Mendonk (Gent)
- j. Wachtebeke